# ماغنوس هولت
ماغنوس هولت (بالنرويجية البوكمول: Magnus Holte)‏ هو لاعب كرة قدم نرويجي، ولد في 27 مارس 2006.

## وصلات خارجية
- ماغنوس هولت على موقع اتحاد النرويج (النرويجية)
- ماغنوس هولت على موقع قاعدة بيانات كرة القدم.إي يو (الإنجليزية)